# LeBaron B. Colt

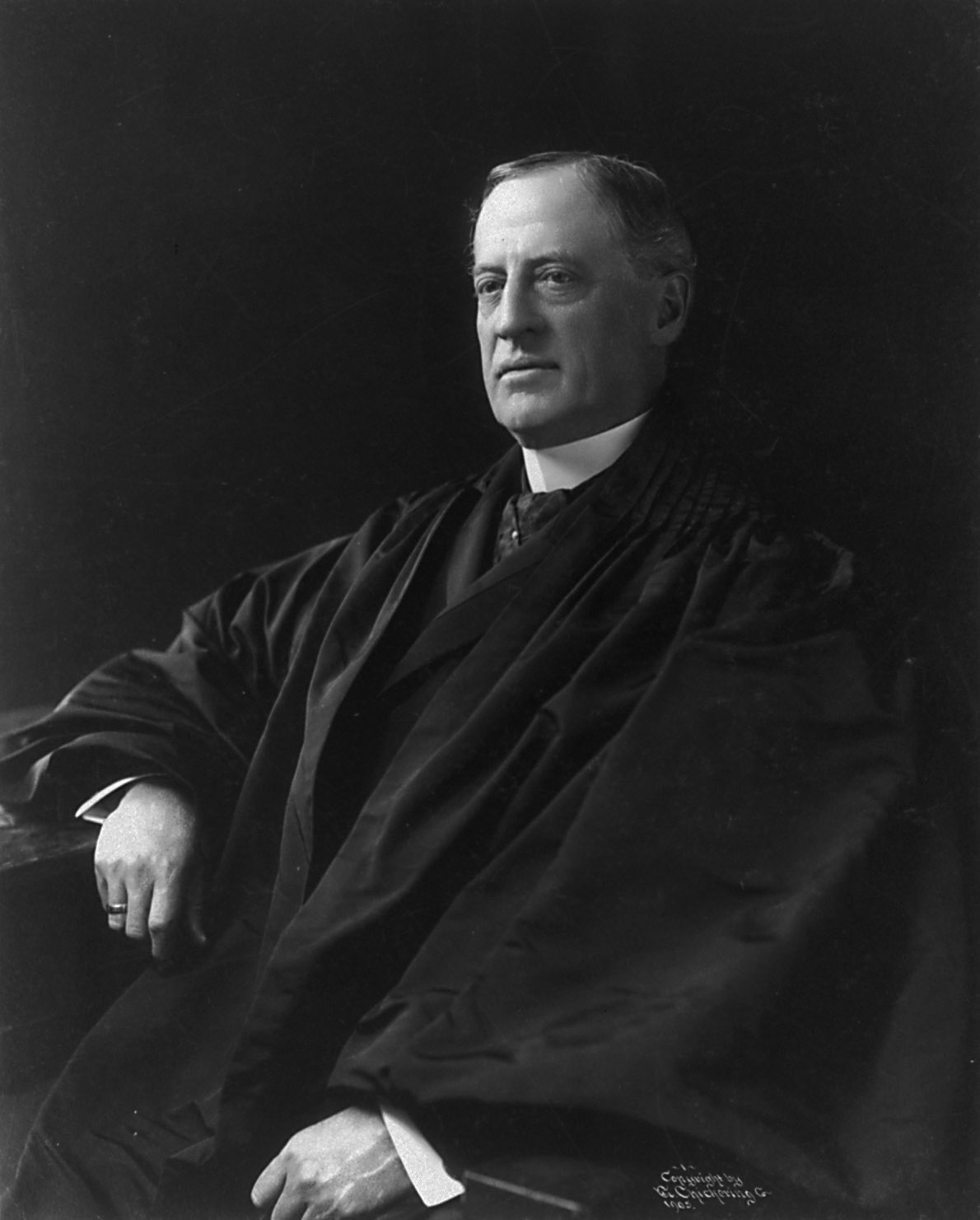
LeBaron B. Colt

LeBaron Bradford Colt, född 25 juni 1846 i Dedham, Massachusetts, död 18 augusti 1924 i Bristol, Rhode Island, var en amerikansk republikansk politiker och jurist. Han representerade delstaten Rhode Island i USA:s senat från 1913 fram till sin död.
Colt studerade vid Yale och avlade sedan 1870 juristexamen vid Columbia Law School. Han tillbringade ett år på resande fot i Europa och inledde 1871 sin karriär som advokat i Chicago. Han flyttade 1875 till Rhode Island. President James Garfield utnämnde 1881 honom till en federal domstol. President Chester A. Arthur utnämnde honom tre år senare till chefsdomare vid en federal appellationsdomstol.
Colt efterträdde 1913 George P. Wetmore som senator för Rhode Island. Han avled 1924 i ämbetet och efterträddes av Jesse H. Metcalf. Colts grav finns på Juniper Hill Cemetery i Bristol.